# Olga Franko
Olga Fedorivna Franko (mlajša, ukrajinsko Ольга Федорівна Білевич, latinizirano: Ol'ga Fedorivna Bilevyč), ukrajinska publicistka, * 24. julij 1896, 27. marec 1987, Lvov. 
Znana je kot avtorica kuharskih knjig s tradicionalnimi recepti svoje domače regije.

## Življenje in delo
Dve leti je študirala kulinariko na Višji kmetijski šoli na Dunaju.
Njeno prvo večje delo je bila knjiga Praktična kuhinja (практична кухня), ki je izšla leta 1929 v Kolomiji. V njej se je osredotočila na galicijske recepte, čeprav je vsebovala tudi približno petino ukrajinskih receptov iz drugih regij. Velja za eno prvih knjig receptov o ukrajinski kuhinji. Knjiga je bila ponatisnjena leta 1991 z naslovom Praktična kulinarika in ponovno leta 2019 s predgovorom Mariane Dušar. Vsebovala je recepte, osredotočene na tradicionalne jedi iz lokalnih sestavin.
Leta 1937 je Franko objavila svojo drugo knjigo Narodna kuhinja, ki se je osredotočila na prehranske vidike kuhanja. V njej je med drugim spodbujala gospodinje, da zahtevajo preverjanje kakovosti hrane od lokalnih oblasti.

### Zasebno življenje
Franko je izhajala iz znane družine Bilevič. Po smrti njegove prve žene se je poročila s Petrom Frankom ter postala snaha ukrajinskega aktivista in pesnika Ivana Franka.
Olgo Franko pogosto zamenjujejo z njeno taščo, saj imata enako ime. V izogib zmedi sta se neuradno imenovali »mlajša« in »starejša«.
Olga Franko je umrla leta 1987 v 91. letu starosti. Njen mož je bil ubit leta 1941 med drugo svetovno vojno, ona pa ni nikoli izvedela za njegovo usodo.